# Asplenium trilobum
Asplenium trilobum är en svartbräkenväxtart som beskrevs av Antonio José Cavanilles. Asplenium trilobum ingår i släktet Asplenium och familjen Aspleniaceae. Inga underarter finns listade.